# Мучиврце
Мучиврце (алб. Muçivërc) је насеље у општини Косовска Каменица, Косово и Метохија, Србија.

## Историја
Село се у турском катастарском попису – дефтеру из 1455. године помиње се под именом Мучиварци и наводи се да у селу има 6 домаћинства са српским становништвом, на челу са попом.

## Становништво
| Демографија | Демографија | Демографија |
| Година      | Становника  | Становника  |
| ----------- | ----------- | ----------- |
| 1961.       | 956         |             |
| 1971.       | 1.067       |             |
| 1981.       | 1.211       |             |
| 1991.       | 1.451       |             |